# Борис Милошевић
Борис Милошевић (Шибеник, 5. новембар 1974) хрватски је политичар и правник српске националности, који је од 23. јула 2020. до 29. априла 2022. био потпредседник Владе Хрватске задужен за социјална питања и људска и мањинска права. Члан је Самосталне демократске српске странке (СДСС). Раније је био председник Српског народног вијећа од јула 2019. до јула 2020. године.

## Детињство, младост и каријера
Милошевић је рођен у српској породици 1974. године у Шибенику, који је у то време био део Социјалистичке Федеративне Републике Југославије. Дипломирао је на Правном факултету Свеучилишта у Ријеци, а касније уписао постдипломске студије јавног права и управе на Правном факултету Свеучилишта у Загребу.
За време рата у Хрватској, његов отац је био припадник хрватске војске. Његова бака Дара Милошевић је убијена у селу Брибирске Мостине након хрватске војно-полицијске акције Олуја. Њен убица Веселко Билић је ухапшен након што се хвалио сматрајући да нико неће да истражује "убиство четникуше" и осуђен на 7,5 година затвора. Међутим, помиловао га је председник Фрањо Туђман после 3,5 године.
Од 2002. до 2005. године био је стажиста у Општинском суду у Бенковцу . Од 2005. до 2007. године радио је као правни саветник шпанске хуманитарне организације Покрет за мир, а од 2007. до 2008. радио је као секретар општине Кистање.
Након пресељења у Загреб, од 2008. до 2011. године радио је као правни саветник у Српском народном вијећу (СНВ), најутицајнијем удружењу српске заједнице у Хрватској. Такође је био члан главног одбора Центра за људска права од 2010. до 2012. године.

## Политичка каријера
Његова озбиљна политичка каријера почела је 2012. године када је под министром Арсеном Бауком постао помоћник министра управе и шеф Директората за политички систем и локалну (регионалну) самоуправу. На изборима 2016. године изабран је за посланика и постао председник Парламентарног клуба СДСС. Током своје посланичке каријере био је члан интерпарламентарних група пријатељства са Азербејџаном, Црном Гором, Чешком, Грчком, Ирском, Италијом, Кином, Русијом, Србијом и Уједињеним Краљевством. Такође је био члан парламентарног одбора за људска права и права националних мањина и парламентарног одбора за рад, пензиони систем и социјално партнерство.
Залагао се за употребу српске ћирилице, наводећи да "ћирилица симболизира Србе у Хрватској", а да они који кажу да ћирилица није пожељна заправо желе да кажу да су Срби ти непожељни.
У јулу 2019. године постао је председник Српског народног вијећа, заменивши Милорада Пуповца који је СНВ водио 22 године.
Дана 23. јула 2020. Милошевић је изабран за једног од четири потпредседника владе Хрватске задужених за социјална питања и људска и мањинска права у новом кабинету Андреја Пленковића. Због прихватања владине позиције морао је да поднесе оставку на место председника СНВ-а. Зоран Милановић, председник Хрватске, реаговао је на то да је Милошевић постао потпредседник владе рекавши да жели да види Милошевића у Книну на прослави Дана победе, што Срби у Хрватској доживљавају као катастрофу због егзодуса српских цивила и великих злочина над Србима после војне операције Олује и пораза Републике Српске Крајине.
Дана 30. јула 2020. премијер Хрватске, Андреј Пленковић најавио је да ће Милошевић учествовати у обележавању Дана победе, док ће министар хрватских ветерана, Томо Медвед, учествовати у комеморацији масакра у Груборима, где је убијено 6 српских цивила након операције Олуја. Ово ће бити први пут да ће било који Србин присуствовати прослави Дана победе. Милошевићева одлука да присуствује прослави изазвала је критике српских политичара. Милорад Додик, српски члан Председништва Босне и Херцеговине је Милошевићеву одлуку назвао неприхватљивом, док је Александар Вулин, министар одбране Србије, рекао да не верује да је могуће да Србин дође на прославу дана када је 250.000 Срба прогнано из Хрватске и оног дана када је убијено преко две хиљаде Срба. Председник Србије, Александар Вучић касније је рекао да је на Србији и Републици Српској да кажу да не подржавају присуство српских представника на прослави Операције Олуја у Книну и да никада неће престати да обележавају годишњицу погрома Срба из Крајине. Специјални изасланик председника Србије за решавање питања несталих са Хрватском, Веран Матић, рекао је да се Милошевић показао као врло посвећен, принципијелан и вредан заговорник интереса Срба у Хрватској, али и демократизације Хрватске. Саво Штрбац, директор Документационо-информативног центра Веритас, рекао је да је Милошевићев отац победник над Србима и признати хрватски бранитељ, као и да је питање да ли би Срби гласали за њега на парламентарним изборима да су то знали.

## Лични живот
Ожењен је и има једно дете, а његова супруга ради у Српској православној средњој школи у Загребу.